# KhaDarel Hodge

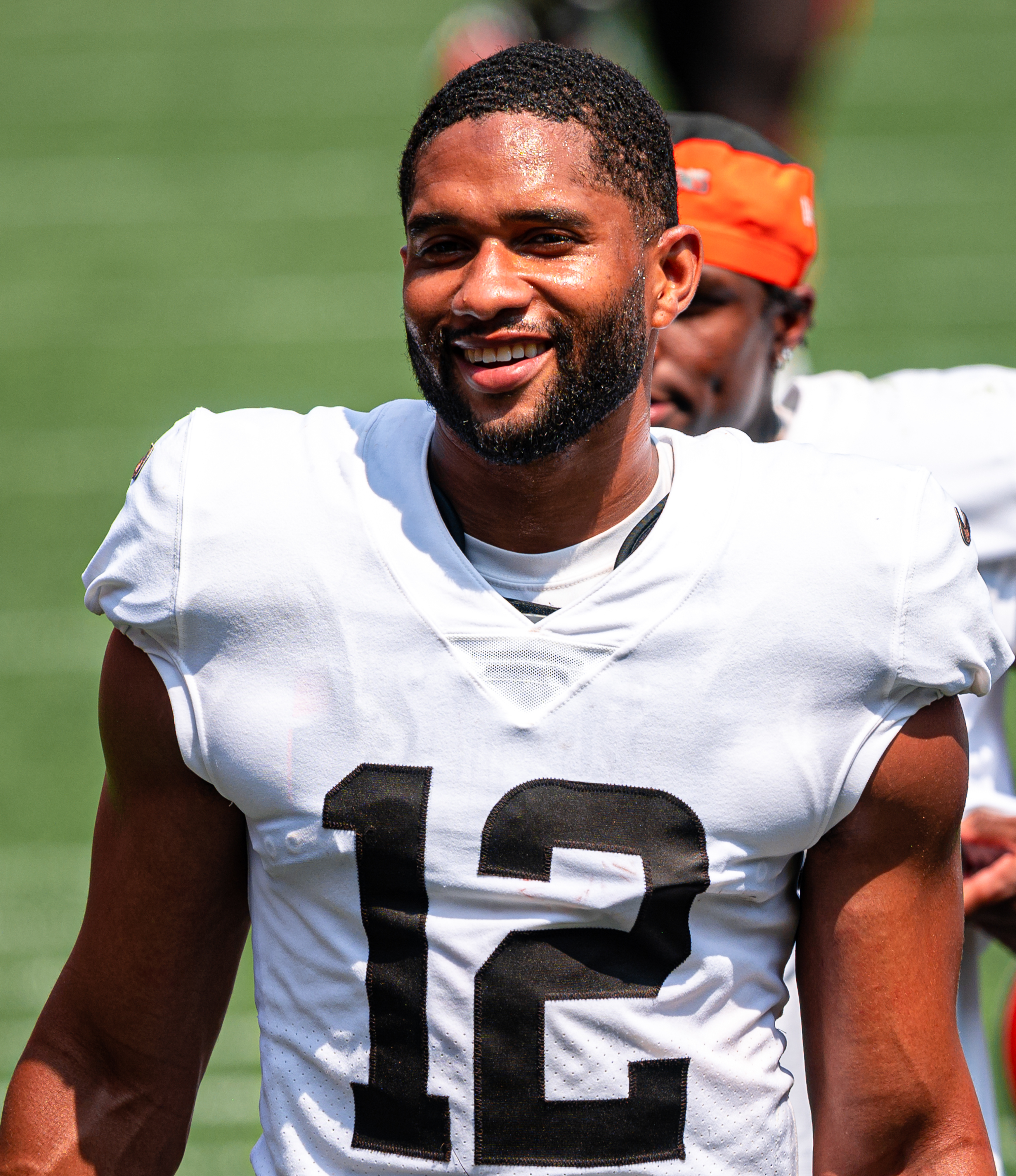
KhaDarel Hodge 2021.

KhaDarel Hodge, född 3 januari 1995 i D'Lo i Mississippi, är en amerikansk utövare av amerikansk fotboll (wide receiver) som spelar för Atlanta Falcons i NFL sedan 2022. Han spelade 2018 för Los Angeles Rams, 2019–2020 för Cleveland Browns och 2021 för Detroit Lions.
Han studerade först vid Alcorn State University och där var han år 2013, till skillnad från den senare karriären, quarterback. Wide receiver blev han år 2014 när han fortsatte studierna vid Hinds Community College. Sedan spelade han ännu collegefotboll för Prairie View A&M University 2015–2017.